# Entführung der Nina von Gallwitz
Die Entführung der Nina von Gallwitz ist ein bislang unaufgeklärter Kriminalfall. Das damals achtjährige Mädchen wurde 1981 in Köln entführt und 149 Tage lang gefangengehalten. Nach fünf Monaten kam es 1982 nach einer Lösegeldzahlung wieder frei. Die Straftat konnte bis heute nicht aufgeklärt werden und ist seit 2012 verjährt. Mit einer Dauer von fast fünf Monaten war es die bis dahin längste und insgesamt nach der 15 Monate dauernden Entführung von Silvia Müller die zweitlängste Entführung in der deutschen Kriminalgeschichte.
Bereits im März des gleichen Jahres hatte sich auch in Köln-Hahnwald die Entführung des Johannes Erlemann ereignet.

## Entführung
Nina von Gallwitz ist die Tochter des Kölner Bankprokuristen Hubertus von Gallwitz und seiner Frau Beatrice, einer Künstlerin.
Die achtjährige Nina von Gallwitz wurde am 18. Dezember 1981 auf dem Weg zur Grüngürtelschule im Kölner Stadtteil Hahnwald im Stadtbezirk Rodenkirchen entführt. Noch auf dem Schulweg bemerkten Freundinnen ihr Fehlen und sagten der Mutter Bescheid. Die Suche begann sofort mit einer Hundertschaft der Polizei im Stadtteil und in umliegenden Grünanlagen. Der Schulranzen des Kindes wurde bald in einem Garten in der Nachbarschaft des Elternhauses gefunden.
Schon zur Mittagszeit meldeten sich die Entführer telefonisch bei den Eltern und spielten offenbar ein Tonband ab, das von dem entführten Kind besprochen worden war. Auch forderten sie, die Polizei nicht einzuschalten, welche zu diesem Zeitpunkt jedoch bereits nach Nina suchte.
Am nächsten Tag traf ein Brief mit einer Lösegeldforderung ein. Ungewöhnlich war, dass die Entführer keine konkrete Summe nannten, sondern die Eltern aufforderten, ein Angebot über die Höhe des Lösegeldes zu machen.
Ferner bestimmten sie Modalitäten zur Kontaktaufnahme. Der Vater sollte per Funk auf einer festgelegten Frequenz an einer bestimmten Stelle am Rheinufer montags oder mittwochs nachmittags mit den Entführern in Kontakt treten. Antworten wollten diese nicht über Funk, sondern schriftlich per Brief. Dem aktuellen Brief lag eine Haarspange des Mädchens bei.
Am 21. Dezember 1981 bot Hubertus von Gallwitz ein Lösegeld von 800.000 DM an, das von den Kidnappern akzeptiert wurde. Für jede gescheiterte Lösegeldübergabe sollte sich die Summe um 50.000 DM erhöhen.
Der erste Versuch einer Lösegeldübergabe am 24. Dezember 1981, Heiligabend, scheiterte. Ninas Vater bestieg in Begleitung von mehr als 100 Zivilpolizisten den Schnellzug D 720 von Köln nach Dortmund, aus dem das Lösegeld auf ein Funksignal hin abgeworfen werden sollte. Die Erpresser meldeten sich aber nicht, wahrscheinlich, weil sie die Anwesenheit der Polizei bemerkt hatten.
Auch eine zweite Lösegeldübergabe am 30. Dezember 1981 blieb erfolglos. Die Anweisung der Entführer lautete, dass der Vater das Geld aus einem kleinen Zwei-Personen-Hubschrauber abwerfen sollte. Stattdessen stieg ein von der Polizei präparierter Vier-Personen-Hubschrauber auf und flog die vorgegebene Route in Form einer „8“ von Köln bis ins Ruhrgebiet, dann nach Bonn und wieder zurück nach Köln, ab. Das vereinbarte Funksignal zum Abwurf ging jedoch nicht ein. Dies lag möglicherweise an einer Störung der entsprechenden Funkfrequenz über dem Autobahnkreuz Breitscheid. Wahrscheinlich hatten die Täter aber bemerkt, dass nicht der vorgegebene Hubschraubertyp zum Einsatz kam und die Polizei involviert war. Immerhin gelang es dem Vater bei diesem Flug, einige Stimmfetzen der Entführer aus dem Funkverkehr auf einer Kassette mitzuschneiden. Den Satz „er hat die Scheißbullen bei sich“ veröffentlichte die Polizei später, man konnte ihn in einem Telefonansagedienst abhören.
Am 1. Januar 1982, dem Neujahrstag, wurde die Öffentlichkeit informiert. Die Eltern traten im Radio auf und boten für Hinweise, die zur Befreiung ihrer Tochter führen, eine Belohnung von 100.000 DM an. Auch forderten sie ein neues Lebenszeichen des Kindes und drohten, die Polizei einzuschalten. Tatsächlich war diese längst involviert, hielt sich aber mit einer offensiven Fahndung zurück.
Da bereits zwei Geldübergaben gescheitert waren, erhöhten die Erpresser die Forderung auf 1,2 Millionen DM und verlangten die Hinzuziehung eines privaten Vermittlers, des damaligen Kölner Dompropstes Heinz Werner Ketzer.
Am 19. Januar 1982 traf ein neues Lebenszeichen von Nina ein: eine Tonbandkassette, auf die das Kind die Forderungen der Erpresser gesprochen hatte.
Für den 5. Februar 1982 wurde eine dritte Geldübergabe angesetzt. Wieder sollte der Vater mit einem zweisitzigen Hubschrauber eine bestimmte Strecke abfliegen und auf ein Signal hin das Geld abwerfen. Auch diese Übergabe kam nicht zustande, da der Hubschrauber auf von der Polizei angeforderte Phantom-Aufklärungsflugzeuge mit Wärmebildkameras warten musste und erst starten konnte, als Funkstreifen der Polizei auf den Autobahnen postiert waren.
Der Hubschrauber hob daher eine Stunde zu spät ab. Die Entführer verloren das Vertrauen und brachen den Kontakt ab.
Eine Woche später, am 11. Februar 1982, stimmte die Familie einer Großfahndung der Polizei zu und lobte eine Belohnung in Höhe von 250.000 DM aus. Auch die Staatsanwaltschaft bot 50.000 DM für sachdienliche Hinweise zur Klärung des Verbrechens an. Die bestehende Sonderkommission der Polizei wurde auf zeitweise bis zu 65 Beamte aufgestockt und zahlreiche Details des Entführungsfalls bekannt gegeben. Aus der Bevölkerung kamen hunderte von Hinweisen, eine heiße Spur war aber nicht darunter.
Nach vier weiteren Wochen ohne Fahndungserfolg und ohne weiteren Kontakt zu den Erpressern beendete die Familie die Zusammenarbeit mit der Polizei. Maßgebliche Stellen dort glaubten, dass Nina von Gallwitz bereits tot war.  Man interessierte sich vor allem für die Ergreifung der Täter und die Sicherstellung des Lösegeldes. Den Eltern hingegen ging es ausschließlich um die Befreiung ihrer Tochter.
Es gab eine Gruppe innerhalb der Sonderkommission der Kölner Polizei, für die, genau wie für die Familie, die Freilassung des Kindes im Vordergrund stand und die auf mehr Diskretion bei den Ermittlungen drängte. Diese Beamten fanden jedoch wenig Gehör.
Nach Auffassung der Eltern war die polizeiliche Taktik der intensiven Fahndung nach den Tätern ursächlich dafür, dass bisher alle Versuche der Lösegeldübergabe gescheitert waren und sich Nina immer noch in Gefangenschaft befand.
Das Verhältnis der Familie zur Polizei war nachhaltig gestört. Die privat ausgelobte Belohnung wurde zurückgezogen und die Polizei aufgefordert, die Fahndung einzustellen. Man informierte diese von da an nicht mehr über das weitere Vorgehen.
Bei einer Prozession im März 1982 beteten in Köln 500 Menschen für Ninas Rückkehr.
Mitte März 1982 wurden der private Vermittler und schon bei der Kronzucker-Entführung erfolgreiche Journalist Franz Tartarotti sowie der ehemalige Kriminaldirektor des Bundeskriminalamtes Hans Fernstädt hinzugezogen.
Ursprünglich hatte Franz Tartarotti nicht mehr als Vermittler bei Kindesentführungen tätig sein wollen, sagte aber letztendlich doch seine Unterstützung zu.
Die Täter hatten Tartarotti angeboten, mit ihm über Anzeigen in großen Zeitungen mit dem „Fünf-Zeilen-Cäsar“ (tatsächlich handelte es sich um eine leicht abgewandelte Vigenère-Chiffre) zu verkehren. Insgesamt neun Wochen verhandelte Tartarotti über Zeitungsanzeigen mit den Entführern. Die vereinbarte Lösegeldsumme belief sich mittlerweile auf 1,5 Millionen DM, fast das Doppelte des ursprünglichen Betrages. Tonbandkassetten mit der Stimme des Kindes sowie ein Brief, den es an den Vermittler Tartarotti geschrieben hatte, bewiesen, dass Nina von Gallwitz lebte und in guter Verfassung war.

## Geldübergabe und Freilassung
Mit den Tätern wurde schließlich am 12. Mai 1982 eine erneute Geldübergabe durch Franz Tartarotti vereinbart, die erfolgreich verlief. Zwischen Namedy und Andernach bei 50°26'48.0"N 7°22'49.5"E warf der Vermittler das Lösegeld auf ein Funksignal hin aus einem fahrenden Nachtzug D 209 von Dortmund nach Basel.

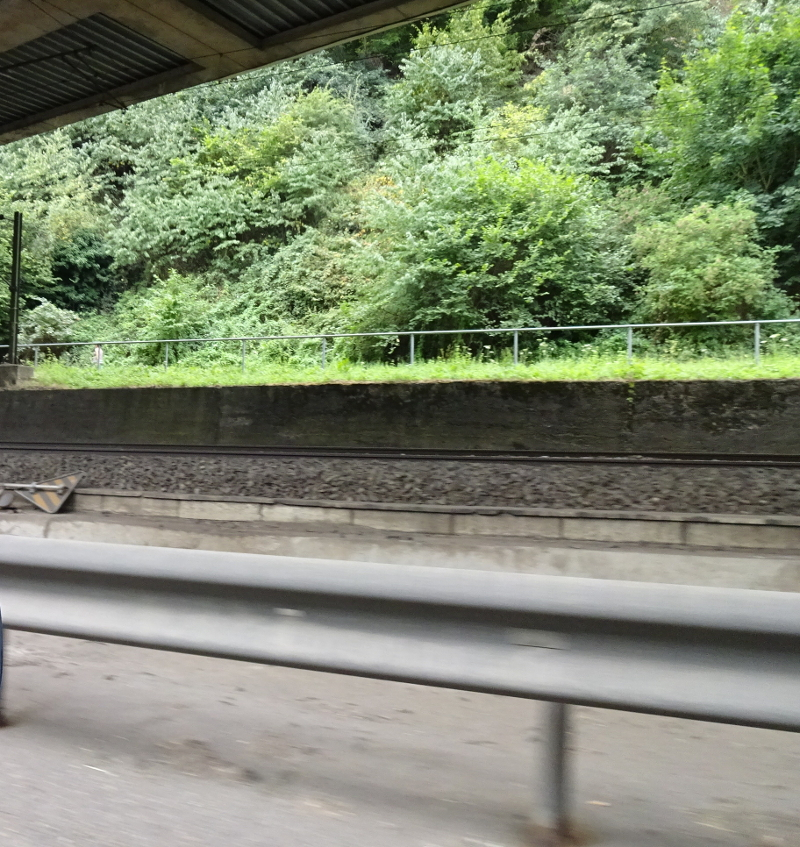
Abwurfstelle des Lösegelds für Nina von Gallwitz zwischen Namedy und Andernach bei 50°26'48.0"N 7°22'49.5"E

Am 15. Mai 1982, drei Tage später, ließen die Entführer Nina an der Bundesautobahn 3 vor Solingen nahe dem Autobahnrastplatz Ohligser Heide frei. Sie brachten sie im Kofferraum eines Autos dorthin, die Augen waren mit einer Mullbinde verbunden. Dann schleppte sich das Mädchen geschwächt, aber offenbar gesund, zu der nahegelegenen Raststätte. Die Entführer hatten ihr befohlen, an einer Wand stehenzubleiben und auf das Klingeln eines auf null Uhr eingestellten Weckers in einer Tasche zu warten. Ein Mitarbeiter der Raststätte fand sie aber gut 30 Minuten vorher und versorgte sie.

## Nach der Befreiung
Das Mädchen hatte die Entführung äußerlich gut überstanden. Es kehrte bald in seine alte Schulklasse zurück und konnte den versäumten Lernstoff aufholen.
Um die Rückkehr in ein normales Leben zu ermöglichen, wurde Nina von Gallwitz durch Ärzte und Psychologen umfänglich betreut. Aufgrund des zerrütteten Verhältnisses zur Polizei schirmten die Eltern sie nach der Rückkehr wochenlang ab. Sie gaben jedoch Tonbandaufnahmen von Gesprächen mit ihrer Tochter heraus, in denen diese von ihren Beobachtungen erzählte.
Die Illustrierte „Quick“ berichtete exklusiv über die Rückkehr, wobei auch Details aus der Entführung bekannt wurden. Zwei Personen, die sich „Peter“ und „Paul“ nannten, bewachten Nina von Gallwitz. Eine dieser Personen war offenbar eine Frau. Nina wurde während ihrer langen Haft nicht bedroht, nicht misshandelt und auch nicht gefesselt. Lediglich am Tage der Entführung musste sie sich während des Transports in eine Holzkiste legen.
Beide Täter haben offenbar versucht, einen freundschaftlichen Kontakt zu dem Mädchen aufzubauen, die Frau bemühte sich um ein Mutter-Tochter-Verhältnis. Nina musste sich zwar in einem abgedunkelten, nur von einer Taschenlampe erleuchteten Raum aufhalten, aber sie erhielt Comics, Bücher und Märchenkassetten zur Unterhaltung. Außerdem durfte sie malen und schreiben.
Die Tat gilt auch deshalb als „ein ganz außergewöhnlicher Fall“, weil die Entführer die Eltern zunächst aufgefordert hatten, selbst den Betrag der Lösegeldsumme zu benennen – wörtlich: „Was ist euch eure Tochter wert?“.
Da so viele Geldübergaben gescheitert waren, vermuteten die Vermittler Tartarotti und Fernstädt bald, dass es im Umfeld der Familie einen Informanten gab, der die Entführer über die nächsten Schritte auf dem Laufenden hielt. Wie Franz Tartarotti in einem Interview berichtete, hat er nach Ablauf der Verjährungsfrist 2012 ein anonymes Schreiben erhalten, das diese These bestätigt.
Franz Tartarotti war wohl auch der Name des oder der Täter bekannt. Bis zu seinem Tod im August 2022 hat er diesen nicht veröffentlicht.

## Verbleib des Lösegelds
Der Verbleib des größten Teils des Lösegelds ist bisher ungeklärt.
Ende 1982 meldete sich ein angeblicher Entführer bei Familie von Gallwitz. Es kam ein Brief, der einen 500-DM-Schein aus dem Lösegeld enthielt. Dieser war identifizierbar, weil Tartarotti und Fernstädt vor der Geldübergabe 18 Stunden lang 15.000 Geldscheine abgefilmt und die Filmrolle entwickelt hatten.
Der Unbekannte schrieb, von seinen Komplizen betrogen worden zu sein. Er habe genug und wolle nicht enden wie die Angehörigen der RAF, die damals nach und nach gefasst wurden. Auch bot er die Preisgabe von Täterwissen gegen Geld an. Im Endeffekt kamen von ihm aber nur belanglose oder schon bekannte Informationen. Der Kontakt verlief im Sande.
Gleichzeitig, im Dezember 1982, fanden spielende Kinder in einem Wald bei Meinerzhagen einige Tausend-D-Mark-Scheine aus dem Lösegeld.
Ebenfalls gegen Ende 1982 wollten vier Männer 400.000 DM aus dem Lösegeld in der Türkei umtauschen. Der Versuch fiel auf, weil das BKA die registrierten Nummern der Geldscheine über Interpol auch an ausländische Dienststellen weitergeleitet hatte. Die Männer sagten aus, das Geld in einem Waldgebiet „Am Schnüffel“ bei Meinerzhagen ausgegraben zu haben. Daraufhin durchsuchte die Polizei in diesem Ort Anfang 1983 mehrere Wohnungen, jedoch ohne Erfolg.
Schnell wurde deutlich, dass es sich bei diesen Männern nicht um Ninas Entführer handeln konnte. Diese wiesen besondere Fähigkeiten auf. Sie konnten funken, besaßen genaue Kenntnisse des Autobahnnetzes und des Schienennetzes der Deutschen Bundesbahn; sie kannten sich mit Hubschraubern aus und beherrschten den Diplomaten-Verschlüsselungscode „5-Zeilen-Caesar“ für chiffrierte Botschaften.
All diese Eigenschaften hatten die Festgenommenen nicht. Man verurteilte sie daher lediglich wegen Fundunterschlagung.
Zu vermuten steht, dass das Lösegeld im Ausland in Umlauf gebracht und nie entdeckt wurde. Eine automatische und zugleich umfassende Prüfung von Banknoten war in den 1980er-Jahren noch nicht möglich. Sie erfolgte vielmehr manuell, ihr Erfolg hing von der Sorgfalt des jeweiligen Kassierers ab. Ein Buch des BKA mit über 20.000 Nummern von registrierten 500 DM- und 1.000 DM-Scheinen stand nur den Mitarbeitern westlicher Banken zur Verfügung. Geldinstitute im Ostblock erhielten diese Informationen aus Sorge vor missbräuchlicher Nutzung nicht.
Geldscheine, die zu den Landeszentralbanken zurückkamen, wurden nur auf Beschädigungen und Verschmutzung geprüft und ggf. ausgetauscht. Die Seriennummern hingegen konnte man noch 1994 mit den Prüfgeräten nicht automatisch überprüfen und abgleichen.
Bereits 1990 kam eine neue Serie von D-Mark-Scheinen in Umlauf, gleichzeitig sortierten die Landeszentralbanken große Mengen alter Banknoten aus. Es ist davon auszugehen, dass die Scheine des Lösegelds auf diesem Wege vernichtet wurden.

## Das Versteck
Die Kriminalpolizei begann kurz nach der Freilassung mit der Spurensuche.

Viele Merkmale des Verstecks beschrieb Nina von Gallwitz nach ihrer Rückkehr detailliert. Darauf basierte die Darstellung im Filmfall 148 der Sendung Aktenzeichen XY … ungelöst, wo auch ein nach ihren Beschreibungen angefertigtes Modell präsentiert wurde. Von diesem existiert ein Foto.

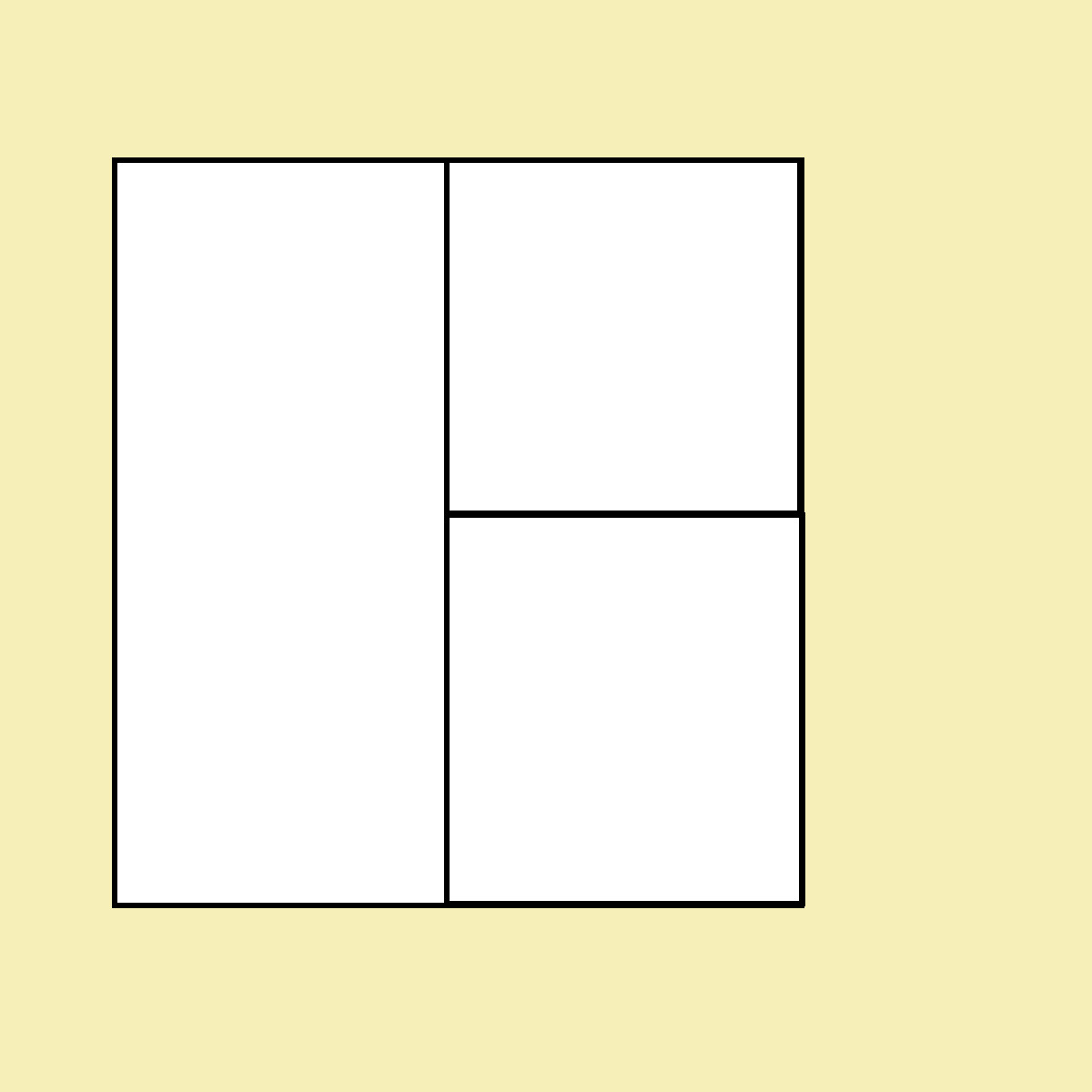
Fenster des Gefängnisses von Nina von Gallwitz

Das Versteck befand sich offenbar in einem älteren Ein- oder Zweifamilienhaus mit angebauter Garage. Diese verfügte über ein Kipptor und hatte einen direkten Zugang zum Haus.
Im oberen Bereich des Hauses, der über zwei Treppen erreichbar war, befand sich ein großes Badezimmer. Auffällig war, dass dieses Bad mit blauem Teppichboden ausgelegt war, einem für ein Bad untypischen Bodenbelag. Es verfügte neben einer Toilette über eine Badewanne und ein für diese Zeit der späten 70er/frühen 80er-Jahre modernes Doppel-Waschbecken.
Der Raum, in dem sich Nina von Gallwitz hauptsächlich aufhielt, befand sich zwischen zwei Etagen des Hauses und war von einem Treppenabsatz aus erreichbar. Er lag vermutlich in einem Anbau zum Haus, worauf auch eine Dachschräge hindeutet, die es im Bad nicht gab.
Auffällig war, dass von dem Absatz des Treppenhauses noch eine Stufe zu einem Vorraum hinab führte, bevor man in den eigentlichen Raum kam, in dem das Kind gefangen gehalten wurde.
Dies weist auf Fehler bei der Bauausführung des Anbaus hin, bei der die Raumhöhe falsch ausgelegt worden war und die Höhendifferenz durch diese Stufe ausgeglichen werden musste.
Der Aufenthaltsraum war eingerichtet wie ein nicht mehr genutztes Büro oder Home-Office. Es verfügte über einen Schreibtisch, Einbau-Büro-Schränke mit Lamellentüren und einen Telefonanschluss.
Weiterhin fiel auf, dass das Fenster einseitig geteilt war; ein Merkmal, das auch von außerhalb des Hauses sichtbar sein müsste (vgl. Abbildung).
Die Beschreibung deutet auf ein Haus in Hanglage in ländlicher Umgebung hin.

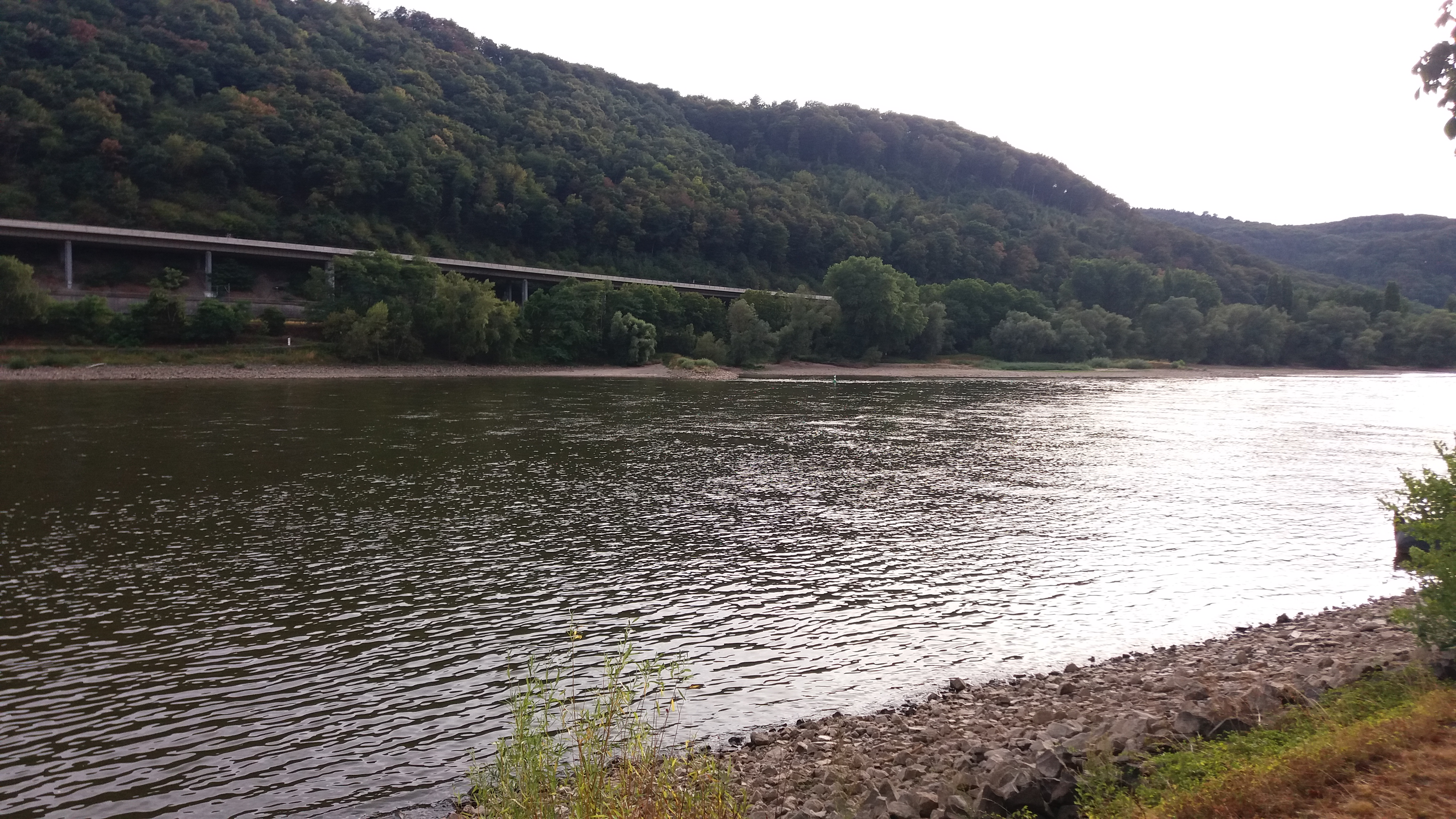
Abwurfstelle, von Leutesdorf aus gesehen

Einige Spuren wiesen nach Leutesdorf am rechten Rheinufer, schräg gegenüber der Abwurfstelle. Diese Spuren wurden erst 1987, fünf Jahre nach der Freilassung Nina von Gallwitz’, untersucht. Obwohl in der Umgebung von Leutesdorf eine Reihe gravierender Verdachtsmomente zusammengetragen wurde, führte keine dieser Spuren zu einem Fahndungserfolg.
Nach einer anderen Theorie befand sich das Versteck der Entführer im Bergischen Land, nicht weit von der Stelle, an der Nina von Gallwitz freigelassen wurde.
Im ganzen Entführungsfall ist die Achse Bonn-Dortmund signifikant: der Vater des Mädchens musste beim ersten Versuch der Lösegeldübergabe den Schnellzug nach Dortmund besteigen, bei einem weiteren Übergabeversuch sollte der Hubschrauber eine Strecke von Köln über Dortmund nach Bonn und zurück abfliegen. Auch Franz Tartarotti hatte bei der schließlich geglückten Geldübergabe den Zug in Dortmund zu besteigen, um damit durch das Rheintal bis zur Abwurfstelle bei Andernach zu fahren.
Nina beschrieb nach ihrer Rückkehr eine hügelige Gegend mit abgelegenen Ortschaften, Wiesen und Baumbestand. Das Bergische Land ist so eine Landschaft.
Nach Westen ist es durch die Autobahn A3, nach Osten durch die Autobahn A45 und nach Süden durch die Autobahn A4 begrenzt. Die Autobahn A1 führt mitten hindurch direkt nach Dortmund. Den Fundort des Geldes bei Meinerzhagen erreicht man von Dortmund aus auf der A45 auf direktem Wege.
Ein weiterer wesentlicher Hinweis darauf ist die Stelle an der Raststätte „Ohligser Heide“ bei Solingen, an der Nina freigelassen wurde. Es ist nicht anzunehmen, dass die Entführer sie nur zur Freilassung über eine weite Strecke transportiert haben. Die relative Nähe zum Heimatort des Kindes legt vielmehr den Schluss nahe, dass auch das Versteck nicht weit entfernt liegt.
Das fragliche Haus müsste sich demnach im Dreieck Köln-Dortmund-Olpe befinden, wobei eine Lage in dem Gebiet Köln-Solingen-Remscheid-Engelskirchen noch wahrscheinlicher ist.
Obwohl Nina über viele Details genaue Auskunft gab und ein Modell der Räumlichkeiten bei Aktenzeichen XY … ungelöst zu sehen war, wurden die Entführer nie ermittelt und gefasst. Auch das Versteck ist bis heute unbekannt.
Ein eventuell dafür in Frage kommendes Haus brannte kurz nach Bekanntwerden des Verdachts nieder.

## Heutige Situation
Nina von Gallwitz hat sich nach der Entführung vollständig aus der Öffentlichkeit zurückgezogen und sich niemals mehr zu der Tat öffentlich geäußert. Sie und ihre Familie haben mit der Tat abgeschlossen und wünschen nicht mehr darauf angesprochen zu werden.
Nina von Gallwitz erstritt im August 2023 vor dem Bundesgerichtshof, dass drei Fotos von ihr, eine Abbildung eines von ihr als Neunjährige geschriebenen Briefes sowie ein Audiomitschnitt eines Anrufs, in dem sie Angaben zu einer geplanten Lösegeldübergabe machte, nicht mehr in der ZDF-Dokumentation „Entführte Kinder“ gezeigt werden dürfen. Der Bundesgerichtshof entschied dies unter Betonung der besonderen Schutzbedürftigkeit der Klägerin als damals minderjähriges Opfer einer schweren Straftat. Die Verwendung der Abbildungen verletzen das Recht am eigenen Bild nach §§ 22, 23 KUG und begründen einen Unterlassungsanspruch nach § 1004 Abs. 1 Satz 2 BGB.